# Fauscoum
Fauscoum (en irlandais : Fáschom) est une montagne située dans le comté de Waterford, en Irlande. Avec 792 mètres d'altitude, c'est le point culminant des monts Comeragh et le deuxième sommet du comté de Waterford, après Knockmealdown.